# Samsung Galaxy Grand Prime
Samsung Galaxy Grand Prime là một chiếc điện thoại thông minh Android tầm thấp được sản xuất và tiếp thị bởi Samsung Electronics. Dòng Grand Prime  là sản phẩm tiếp theo của chiếc Core Prime.
Nó được giới thiệu lần đầu vào năm 2014 như một sản phẩm độc quyền cho thị trường Pakistan, nhưng được phát hành như một chiếc điện thoại giá rẻ sau đó một năm cho một số thị trường tại châu Á. Nó cũng được bán tại Hoa Kỳ qua các nhà cung cấp di động như MetroPCS, Cricket, Verizon, T-Mobile, và Sprint.
Nó cũng được bán ra bởi các nhà cung cấp tại Canada, như Freedom Mobile, Chatr Mobile, Koodo, SpeakOut và Public Mobile.
Vào năm 2016, Samsung công bố họ sẽ ra mắt sản phẩm kế tiếp Grand Prime, có tên là Samsung Galaxy Grand Prime+. Sau đó nó có tên chính thức là Samsung Galaxy J2 Prime.